# Hari Kostov
Hari Kostov (in macedone Хари Костов; Probištip, 13 novembre 1959) è un politico macedone.

## Biografia
Primo ministro della Repubblica di Macedonia dal maggio al novembre 2004, è stato anche Ministro degli interni dal 2002 al 2004 nel Governo guidato da Branko Crvenkovski. Il suo mandato di Primo ministro si è concluso anticipatamente con le dimissioni, dovute a controversie interne al suo Governo.